# Косуха
Косуха (англ. Leather jacket) — коротка шкіряна куртка зі звуженою талією і блискавкою навскоси. Саме від цієї косої «блискавки», що іменується в молодіжному жаргоні «трактором», куртка і отримала свою назву. Таке розташування «блискавки» (косуха — в її чоловічому варіанті — застібається від лівого стегна до правого плеча) надавало куртці схожість з військовими мундирами часів Громадянської війни в США.